# Cujillo (distrito)
Cujillo é um distrito do Peru, departamento de Cajamarca, localizada na província de Cutervo.

## Transporte
O distrito de Cujillo não é servido pelo sistema de estradas terrestres do Peru.